# Alejandro Fernández Álvarez
Alejandro Fernández Álvarez (Tarragona, 30 de mayo de 1976) es un politólogo y político español. Es el presidente del Partido Popular de Cataluña desde noviembre de 2018.

## Biografía
Hijo de padres asturianos que llegaron a Tarragona en 1974, nació en Tarragona el 30 de mayo de 1976 y estudió en el colegio público San Pedro y San Pablo de Tarragona, para después estudiar la secundaria en el Instituto Pons d'lcart. Se licenció en Ciencias Políticas y de la Administración por la Universidad Autónoma de Barcelona e hizo un máster en Comunicación Política por la misma universidad. Fue profesor de Ciencia Política de la Universidad Rovira i Virgili de Tarragona entre 2004 y 2012.

## Trayectoria política
Ingresó en las Nuevas Generaciones del Partido Popular en 1994. En las elecciones municipales de 2003 es elegido concejal del Ayuntamiento de Tarragona y es nombrado teniente de alcalde de Promoción Económica. Renueva acta de concejal en 2007, 2011 y 2015.
En las elecciones generales de 2011 lidera la candidatura electoral del PP por la circunscripción electoral de Tarragona y es elegido diputado durante la X Legislatura.
En las elecciones al Parlamento de Cataluña de 2015 fue cabeza de lista del PP por Tarragona y fue elegido diputado autonómico, y el 22 de noviembre de 2016, es designado portavoz del PP en el Parlamento de Cataluña, en sustitución de Enric Millo, y renuncia a su cargo de concejal en el ayuntamiento para dedicarse en exclusiva a su nueva tarea como portavoz. En las elecciones al Parlamento de Cataluña de 2017 es reelegido diputado, nuevamente en la circunscripción de Tarragona; y en las de 2021 fue el candidato del Partido Popular a la presidencia de la Generalidad, consiguiendo los peores resultados del Partido Popular en Cataluña de la historia, al perder un diputado, en un contexto de auge de Vox. Repite como candidato a la presidencia de la Generalidad en las elecciones al Parlamento de Cataluña de 2024, en las que logra una considerable mejora, al lograr 15 escaños (cinco veces más de los que tenía) y convertirse en cuarta fuerza.

## Posiciones
Fernández, que se presenta a sí mismo como un «liberal conservador», considera a Margaret Thatcher y a Ronald Reagan como referentes políticos.